# Raba (dopływ Czarnuszki)
Raba (niem. Raben Graben) – potok, prawy dopływ Czarnuszki o długości 4,77 km.
Potok wypływa z północno-wschodnich zboczy Wiązowej w Górach Kruczych. Płynie ku północnemu zachodowi przez Kruczą Dolinę, po drodze przyjmuje z lewej strony potok Miłość, wypływający z Doliny Miłości.